# L'Amour et Psyché (David)
Pour les articles homonymes, voir L'Amour et Psyché.
L'Amour et Psyché (aussi intitulé Cupidon et Psyché) est un tableau peint par Jacques-Louis David en 1817 durant sa période d'exil à Bruxelles. Lors de sa première exposition au musée de Bruxelles, le tableau surprit les contemporains par le traitement réaliste voire trivial de la figure de l'Amour. Peint pour le mécène et collectionneur Gian Battista Sommariva, le tableau fait partie depuis 1962 des collections du Cleveland Museum of Art.